# Río El Pez
El río El Pez es un río montañoso cuyo lugar de nacimiento lo constituye el monte Cerro Frío, en la villa cafetalera de La Peonía Los Almácigos, Santiago Rodríguez, en la República Dominicana.
Este río durante su recorrido por la sierra baña parajes y rincones de gran belleza paisajística natural, incluyendo manaclares, bosques montanos, cañones y desfiladeros enmarcados dentro del bosque montañoso húmedo.
Sus entornos montañosos poseen una gran importancia especialmente por la gran variedad de vida silvestre incluyendo plantas y aves que están en vías de extinción en otras zonas del país.
Numerosos saltos y cascadas en medio de una rica vegetación compuesta por altos ejemplares de la Palma serrana o Manacla, son uno de sus más singulares atractivos.La frescura del aire y la delicadeza de la madre naturaleza, junto a la suave melodía del Jilgüero de montana, especie endémica de la República Dominicana complementa la escenografía de dicho lugar.
Este río desemboca en el río Artibonito en el paraje ecoturístico El Naranjito, colonia agrícola enmarcada por un relieve montañoso donde crecen pinos y otras especies de la sierra del noroeste dominicano.
- Datos: Q6115099